# IC 3120
IC 3120 ist eine linsenförmige Zwerggalaxie vom Hubble-Typ dS0? im Sternbild Coma Berenices am Nordsternhimmel. Sie ist schätzungsweise 8 Millionen Lichtjahre von der Milchstraße entfernt.
Das Objekt wurde am 7. Mai 1904 von Royal Harwood Frost entdeckt.